# Kazuaki Saso
Kazuaki Saso (佐相 壱明 Saso Kazuaki?), född 16 juni 1999 i Tokyo prefektur, är en japansk fotbollsspelare.
Saso började sin karriär 2018 i Omiya Ardija. 2020 flyttade han till AC Nagano Parceiro.